# Liste der Monuments historiques in Briaucourt (Haute-Saône)
Die Liste der Monuments historiques in Briaucourt führt die Monuments historiques in der französischen Gemeinde Briaucourt auf.

## Liste der Objekte
| Bezeichnung                 | Beschreibung                                                                                         | Standort                        | Kennzeichnung | Schutzstatus | Datum | Bild |
| --------------------------- | --- | ------------------------------- | ------------- | ------------ | ----- | ---- |
| Zwei Altäre                 | jeweils Altartisch, Retabel und Gemälde; Holz, farbig gefasst, Ölfarbe auf Leinwand, 18. Jahrhundert | in der Kirche St-Laurent (Lage) | PM70000179    | Classé       | 1975  |      |
| Skulptur Heiliger Isidor    | Holz, farbig gefasst, 18. Jahrhundert                                                                | in der Kirche St-Laurent (Lage) | PM70000180    | Classé       | 1975  |      |
| Skulptur Heiliger Sebastian | Holz, farbig gefasst, 18. Jahrhundert                                                                | in der Kirche St-Laurent (Lage) | PM70000181    | Classé       | 1979  |      |
| Kanzel                      | Holz, farbig gefasst und vergoldet, 18. Jahrhundert                                                  | in der Kirche St-Laurent (Lage) | PM70000182    | Classé       | 1979  |      |
| Skulptur Madonna mit Kind   | Holz, farbig gefasst und vergoldet, 18. Jahrhundert                                                  | in der Kirche St-Laurent (Lage) | PM70002255    | Inscrit      | 1997  |      |